# Маццоне, Карло
Карло Маццоне (итал. Carlo Mazzone; 19 марта 1937, Рим — 19 августа 2023, Асколи-Пичено, Марке) — итальянский футболист и футбольный тренер. Выступал на позиции центрального защитника. После завершения карьеры футболиста тренировал ряд итальянских клубов. Рекордсмен Серии А по количеству матчей проведённых в качестве главного тренера.

## Карьера
В качестве игрока Маццоне начал карьеру в «Роме», но большую часть карьеры провёл в клубе «Асколи». В конце 60-х годов, завершив игровую карьеру стал главным тренером «Асколи» с которым прошёл путь от Серии С до Серии А. Затем тренировал ряд ведущих итальянских клубов, среди которых «Фиорентина», «Болонья», «Наполи» и «Рома». В 1998 году победил вместе с «Болоньей» в Кубке Интертото, а в 1999 году был в числе трёх номинантов на звание тренера года в Италии, но уступил Альберто Дзаккерони. Маццоне закончил свою тренерскую карьеру в 2006 году, в клубе «Ливорно». Тренировал различные команды на протяжении почти 40 лет, провёл более тысячи матчей в качестве главного тренера на профессиональном уровне, из них 792 матча в Серии А, что является наивысшим результатом в истории итальянского футбола.
В 2022 году был внесён кандидатом в списки голосования за президента Итальянской республики.
Умер 19 августа 2023 года в возрасте 86 лет в Асколи-Пичено.

## Достижения
- Обладатель Кубка Интертото (1): 1998.
- Номинант на звание тренера года в Италии (1): 1999.